# Афанасенко (дворянский род)
Афанасенко — малороссийский дворянский род. Потомство войскового товарища Афанасия Афанасенко (1689 год). Род записан в VI часть родословной книги Черниговской губернии.

## Описание герба
В червлёном щите с золотой каймой длинный серебряный крест с правой половиной нижней короткой перекладины. Нашлемник: согнутая рука в латах держит серебряный меч с золотой рукояткой. Намёт чёрный, подложенный золотом. (польский герб «Прус»).